# توبي رايت
توبي رايت (بالإنجليزية: Toby Wright) هو لاعب كرة قدم أمريكية أمريكي، ولد في 19 نوفمبر 1970 في فينيكس في الولايات المتحدة.

## وصلات خارجية
- توبي رايت على موقع مرجع كرة القدم المحترفة.كوم (الإنجليزية)
- توبي رايت على موقع JustSportsStats.com (الإنجليزية)